# Eddie Kendricks
Eddie James Kendrick (17 de diciembre de 1939-5 de octubre de 1992), más conocido como Eddie Kendricks, fue un cantante y compositor estadounidense. Conocido por su característico estilo de canto en falsete, Kendricks fue cofundador del grupo de canto Motown, The Temptations, y fue uno de sus cantantes principales desde 1960 hasta 1971. Fue la voz principal de canciones tan famosas como "The Way You Do the Things You Do", "Get Ready" y "Just My Imagination (Running Away with Me)". Como solista, Kendricks grabó varios éxitos propios durante la década de 1970, incluido el sencillo número uno "Keep On Truckin'".

## Carrera

### Primeros años
Kendricks era hijo de Johnny y Lee Bell Kendrick en Union Springs, Alabama, el 17 de diciembre de 1939. Tenía una hermana, Patricia, y tres hermanos, Charles, Robert y Clarence. Su familia se trasladó al barrio de Ensley en Birmingham, donde conoció y comenzó a cantar con su mejor amigo Paul Williams en el coro de su iglesia a finales de los años 40. En 1955, Kendricks, Williams y sus amigos Kell Osborne y Jerome Averette formaron un grupo de doo-wop llamado los Cavaliers, y comenzaron a actuar por Birmingham. El grupo decidió mudarse para tener mejores oportunidades en sus carreras musicales, y en 1957 el grupo se mudó a Cleveland, Ohio, en la E 123 y Kinsman. En Cleveland, conocieron al mánager Milton Jenkins, y pronto se trasladaron con él a Detroit, Míchigan, donde los Cavaliers pasaron a llamarse los Primes. Bajo la dirección de Jenkins, los Primes tuvieron éxito en la zona de Detroit y acabaron creando un grupo femenino derivado llamado Primettes (más tarde The Supremes). En 1961, Osbourne se trasladó a California y los Primes se disolvieron. Kendricks y Paul Williams unieron fuerzas con los miembros Elbridge "Al" Bryant, Otis Williams y Melvin "Blue" Franklin de Otis Williams and the Distants después de que dos miembros abandonaran y se convirtieran en los Elgins, que ese mismo día cambiaron su nombre por el de los Temptations y firmaron con Motown.

### The Temptations[3]
Los Temptations comenzaron cantando de fondo para Mary Wells. Tras un periodo inicial de sequía, los Temptations se convirtieron rápidamente en el grupo vocal masculino de mayor éxito de la década de 1960. Aunque técnicamente Kendricks era el primer tenor en la armonía del grupo, a menudo cantaba en el registro de falsete. Entre las canciones de los Temptations en las que Kendricks fue el cantante principal se encuentran "Dream Come True" (1962), el primer sencillo del grupo en las listas de éxitos; "The Way You Do the Things You Do" (1964), el primer éxito del grupo en el Top 20 de Estados Unidos; "I'll Be in Trouble" (1964); "The Girl's Alright With Me" (1964), una popular cara B que Kendricks coescribió; "Girl (Why You Wanna Make Me Blue)" (1964); "Get Ready" (1966); "Please Return Your Love to Me" (1968); y "Just My Imagination" (1971). También se le permitió cantar algunas pistas en sus registros más bajos, como "May I Have This Dance" (1962). Compartió la voz principal en otros discos, como "You're My Everything" (1967) (compartido con David Ruffin), y una larga serie de discos de soul psicodélico producidos por Norman Whitfield en los que los cinco Temptations cantaban como voz principal, como el ganador del Grammy "Cloud Nine" (1968), "I Can't Get Next to You" (1969) y "Ball of Confusion" (1970). También es líder en "I'm Gonna Make You Love Me" (1968), un popular dúo con Diana Ross and the Supremes, y en la versión de los Temptations del clásico navideño "Rudolph the Red-Nosed Reindeer" (1968).
En los Temptations, Kendricks fue la responsable de crear la mayoría de los arreglos vocales del grupo, y también fue la encargada del vestuario, incluidos los ahora famosos trajes morados que el grupo llevó en una actuación. Aunque Whitfield era el principal responsable de la composición, Kendricks coescribió y recibió el crédito de varias canciones de los Temptations aparte de "The Girl's Alright With Me", como "Isn't She Pretty" (1961) y "Don't Send Me Away" (1967). Su comida favorita era el pan de maíz, por lo que sus compañeros le apodaban "Cornbread" (o "Corn" para abreviar). Según Otis Williams, Kendricks persiguió románticamente a Diana Ross, cantante principal de The Supremes, y se dice que era muy amigo de Martha Reeves de The Vandellas. En su segundo libro, Supreme Faith, la cantante de las Supremes Mary Wilson escribe que ella y Kendricks fueron amantes "brevemente", pero que siguieron siendo amigos íntimos.
Kendricks permaneció en el grupo durante el resto de la década, pero una serie de problemas empezaron a apartarle de él a finales de los 60 y principios de los 70. No se sentía cómodo cantando el estilo psicodélico que Whitfield estaba creando para el grupo, en contraposición a las baladas románticas que habían cantado bajo la dirección de Smokey Robinson; su amigo Paul Williams a menudo estaba demasiado enfermo para actuar con el grupo; y Kendricks a menudo se encontraba en desacuerdo con sus compañeros de banda Otis Williams y Melvin Franklin. Al alejarse del grupo, Kendricks empezó a reavivar su amistad con el ex-Temptation David Ruffin, que le convenció para que se marchara.
En una entrevista concedida en 1991 a una serie de televisión de Chicago llamada Urban Street, Kendricks dijo que en realidad había pensado en dejar el grupo ya en 1965, a pesar de que era el momento en que la banda empezaba a despuntar, por cosas que "no eran del todo adecuadas". Explicó que estaban trabajando con gente que "no tenía sus mejores intereses en el corazón". Sin embargo, Kendricks decidió inicialmente quedarse en el grupo porque le preocupaba no recibir el apoyo que necesitaba si se iba. También declaró que su relación con Berry Gordy era poco cordial. "Berry Gordy es un hombre al que no conozco, solo me reuní con él unas tres veces", dijo, pero "sé que no se preocupaba especialmente por mí". Kendricks declaró que no estaba de acuerdo con muchas decisiones que se tomaban.
Tras un último altercado con Williams y Franklin durante una actuación en el club nocturno Copacabana en noviembre de 1970, Kendricks se marchó después de la primera noche y no volvió, y se decidió mutuamente que dejaría el grupo. Mientras trabajaba en su primer álbum en solitario, Kendricks grabó un último éxito con los Temptations, "Just My Imagination (Running Away with Me)" de 1971. Cuando el disco alcanzó el número uno en el Billboard Hot 100 de EE. UU. en abril de 1971, Kendricks había firmado un contrato en solitario con el sello Tamla de Motown y estaba preparando el lanzamiento de su primer álbum en solitario, All By Myself. Sin embargo, muchos de sus problemas con la Motown se repetirían.

### Carrera en solitario y años posteriores
La carrera en solitario de Kendricks comenzó lentamente; soportó dos años de singles que no llegaron al Top 40, mientras que los Temptations continuaron con su serie de éxitos dirigidos por Norman Whitfield (uno de los cuales, "Superstar (Remember How You Got Where You Are)", fue escrito como un golpe hacia Kendricks y Ruffin). A pesar de tener un mínimo éxito comercial y de difusión en la radio, el álbum de Kendricks de 1972, People... Hold On (grabado con su grupo de gira, los Young Senators, compuesto por Jimi Dougans, Frank Hooker, LeRoy Fleming, Wornell Jones, David Lecraft, James Drummer Johnson y John Engram) fue una piedra angular de las listas de reproducción de los DJ en la naciente escena disco del centro de Nueva York. La extensa versión de ocho minutos de "Girl, You Need A Change Of Mind", que alcanzó el número 13 en la lista de éxitos de soul, era una de las favoritas en el Loft de David Mancuso. Más tarde, el cantante de R&B D'Angelo versionó el sencillo para la banda sonora de Get on the Bus. Cuando la moda del baile se extendió a otras ciudades, Kendricks consiguió un número uno en 1973 con "Keep on Truckin'", producida por Frank Wilson, convirtiéndose en el único miembro de los Temptations en registrar un número uno en Estados Unidos como artista en solitario. Además de alcanzar el número 18 en el Reino Unido, vendió más de un millón de copias y recibió un disco de oro. Otros éxitos fueron "Boogie Down" de 1974 (número 2 en EE. UU., número 39 en el Reino Unido) y otro millón de ventas, "Son of Sagittarius" (número 28 en EE. UU.) del mismo año, "Shoeshine Boy" de 1975 (número 18 en EE. UU.), y "He's a Friend" de 1976 (número 36 en EE. UU.). Otra canción destacada es "Intimate Friends" (1977), que fue sampleada para la canción de Alicia Keys "Unbreakable", "A Penny for My Thoughts" de Common, "Time to Move on" de Sparkle en su primer álbum de estudio autotitulado, y para "Old Time's Sake" de Sweet Sable en la banda sonora de la película de 2pac de 1994, Above the Rim. Erykah Badu también sampleó "Intimate Friends" para su canción "Fall in Love (Your Funeral)", así como su canción "My People... Hold on" para su canción "My People" en su álbum New Amerykah Part One (4th World War).
Exasperada por la falta de control creativo y financiero, Kendricks dejó la Motown en 1978. Se trasladó primero a Arista Records y después a Atlantic Records. Para entonces, su popularidad había disminuido, y también estaba perdiendo gradualmente su rango superior como resultado de fumar en cadena.
Kendricks y Ruffin volvieron a unirse a los Temptations en una gira de reunión de 1982 que tuvo una buena acogida. El grupo, que entonces era de siete miembros, también grabó un álbum de reunión y obtuvo un éxito con "Standing on the Top", escrita y producida por Rick James. Kendricks cantó algunas líneas principales en la canción, pero no participó en ninguna de las otras pistas del LP. En una entrevista con Tom Meros, Dennis Edwards, antiguo compañero de banda de los Temptations, afirmó que Kendricks tenía problemas para alcanzar las notas más altas durante las sesiones de grabación del álbum. Debido a su dificultad para cantar, Edwards dijo que Kendricks acudió a un médico para que examinara su capacidad vocal. El médico descubrió una "gota de agua" de cáncer en uno de sus pulmones. Sin embargo, se dice que Kendricks se negó a someterse a quimioterapia en ese momento por miedo a perder el pelo.
Ruffin y Kendrick (Kendricks dejó de usar la "s" de su nombre artístico durante la década de 1980) se conocieron una noche en la que Ruffin fue a ver a Kendrick actuar en un club nocturno; Kendrick vio a Ruffin entre el público, le señaló y le invitó a subir al escenario y actuar con él. Después hablaron de hacer una gira por su cuenta y grabaron un álbum como dúo para RCA Records en 1988.
Antes, en 1985, participaron en el álbum en directo de Hall & Oates, Live at The Apollo, grabado en un acto benéfico en el Teatro Apollo de Nueva York; y cantaron con el dúo en el Live Aid de Filadelfia, y en los MTV Video Music Awards de Nueva York. Hall & Oates han citado a Kendrick y Ruffin específicamente, y a los Temptations en general, como una gran influencia. Ruffin empezó a hacer giras con Kendrick como dúo en 1985. El popurrí en directo de "The Way You Do the Things You Do" y "My Girl" se publicó como sencillo, alcanzando el número 20 en la lista Billboard Hot 100, el número 12 en la lista Adult Contemporary y el número 40 en la lista R&B. El sencillo les valió una nominación al Grammy.
En 1989, Kendrick, Ruffin y sus compañeros de los Temptations fueron incluidos en el Salón de la Fama del Rock and Roll. Allí, Kendrick y Ruffin hicieron planes con su compañero de los Temptations Dennis Edwards para hacer una gira y grabar como "Ruffin/Kendrick/Edwards, Former Leads of the Temptations". El proyecto Ruffin/Kendrick/ Edwards se interrumpió en 1991, cuando a Kendrick se le diagnosticó un cáncer de pulmón y David Ruffin murió de una sobredosis de drogas, aunque Kendrick y Edwards siguieron de gira durante el resto de 1991. Tras someterse a una operación quirúrgica a finales de 1991, Kendricks reanudó las giras durante el verano de 1992.

## Fallecimiento
A finales de 1991, Kendricks, que ya vivía en su Birmingham natal, Alabama, se sometió a una operación para que le extirparan uno de sus pulmones con la esperanza de evitar la propagación del cáncer. Creía que la enfermedad estaba causada por sus 30 años de tabaquismo. Siguió de gira hasta el verano de 1992, cuando volvió a caer enfermo y fue hospitalizado. Kendricks murió de cáncer de pulmón en el Baptist Medical Center-Princeton de Birmingham el 5 de octubre de 1992, a los 52 años. Le sobrevivieron sus tres hijos: Parris, Aika y Paul Kendricks. Los servicios fúnebres se celebraron en la Primera Iglesia Bautista de Ensley, Alabama. Fue enterrado en el cementerio de Elmwood, en Birmingham, condado de Jefferson, Alabama. Amigos y fans rindieron homenaje a Kendricks durante cuatro conciertos celebrados en el Strand de Los Ángeles los días 16 y 17 de octubre de 1992. Intérpretes como Bobby Womack, Chaka Khan, Mary Wilson y Vesta Willams cantaron canciones de los Temptations y otras propias.

## Legado
Kendricks fue nominado a cuatro premios Grammy, ganando uno por "Cloud Nine" con los Temptations en 1969. Los Temptations recibieron el Premio Grammy a la carrera artística en 2013.
En 1998, la NBC emitió The Temptations, una miniserie de televisión de cuatro horas basada en un libro autobiográfico de Otis Williams. Kendricks fue interpretado por el actor Terron Brooks.
El 16 de octubre de 1999, el Parque Conmemorativo Eddie Kendrick, situado en la esquina de la calle 18 y la 4ª Avenida Norte, se dedicó a Eddie Kendricks, nativo de Birmingham, de los Temptations. El parque utiliza el apellido de Kendricks sin la "s", que se añadió al principio de su carrera. El monumento cuenta con una escultura de bronce de Kendricks realizada por el artista local Ron McDowell, así como con esculturas de los demás Temptations, colocadas en un muro de granito. En el granito están inscritos los nombres de las canciones de éxito de los Temptations. En todo el parque se puede escuchar música grabada con canciones de Kendricks y los Temptations.
En 1989, Kendricks ingresó en el Salón de la Fama del Rock and Roll como miembro de los Temptations. El rapero Kendrick Lamar fue nombrado por su madre en honor a Kendricks. En 2019, Kendricks fue incluida como artista en solitario en el Salón de la Fama del Rhythm & Blues Nacional.